# Ромен Саїсс
Ромен Ганнем Поль Саїсс (фр. Romain Ghanem Paul Saïss; нар. 26 березня 1990, Бур-де-Пеаж, Франція) — марокканський футболіст, півзахисник національної збірної Марокко та турецького «Бешикташа».

## Клубна кар'єра
У дорослому футболі дебютував 2010 року виступами за французький «Валанс», в якій провів один сезон, взявши участь у 13 матчах чемпіонату. 
Своєю грою за цю команду привернув увагу представників тренерського штабу клубу «Клермон», до складу якого приєднався 2011 року. Відіграв за команду з міста Клермон-Ферран наступні два сезони своєї ігрової кар'єри. Більшість часу, проведеного у складі «Клермона», був основним гравцем команди.
З 2013 року два сезони захищав кольори команди клубу «Гавр». Граючи у складі «Гавра» також здебільшого виходив на поле в основному складі команди.
Протягом 2015—2016 років захищав кольори команди клубу «Анже».
До складу клубу «Вулвергемптон Вондерерз» приєднався 2016 року. Відтоді встиг відіграти за клуб з Вулвергемптона 12 матчів в національному чемпіонаті.

## Виступи за збірну
2012 року дебютував в офіційних матчах у складі національної збірної Марокко. Наразі провів у формі головної команди країни 63 матчі, забивши 1 гол.
У складі збірної був учасником Кубка африканських націй 2017 року у Габоні.

## Титули і досягнення
- Чемпіон Катару (1):

«Ас-Садд»: 2024-25
- Володар Кубка наслідного принца Катару (1):

«Ас-Садд»: 2025